# 옥타비안 고가

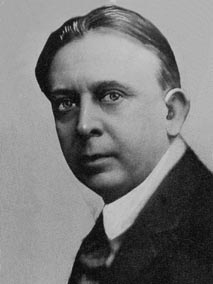
옥타비아 고가

옥타비아 고가(루마니아어: Octavian Goga, 1881년 4월 1일 ~ 1938년 5월 7일)는 루마니아의 시인, 극작가, 저널리스트, 번역가이자 민족주의 정치인이었다.
1881년 당시 오스트리아-헝가리령이던 트란실바니아에서 정교회 사제의 아들로 태어나 문학과 언론 활동을 통해 루마니아 민족주의 운동에 적극적으로 참여했다. 제1차 세계 대전 이후 통일된 루마니아에서 문화종교부 장관, 내무부 장관 등을 맡기도 했다. 1930년대에는 파시즘에 경도되어 '국민농업당' 등을 이끌었으나 다른 파시즘 세력에 밀려나 사라졌다.